# Вилхелм фон Неселроде-Щайн, Вилденбург, Ломар
Вилхелм фон Неселроде (на немски: Wilhelm von Nesselrode Herr zu Stein, Wildenburg und Lohmar; * ок. 1400; † 15 април 1472) е благородник от древния род Неселроде, господар на Щайн, Вилденбург и Ломар.
Той е син на Вилхелм фон Неселроде-Ересхофен († пр. 1415) и съпругата му Юта фон Графшафт, наследничка на Ересхофен († сл. 1419), дъщеря на Адолф III фон Графшафт, господар на Ересхофен († 1381) и Юта фон Зайн († 1387), дъщеря на граф Готфрид II фон Зайн († 1354). Внук е на Йохан 'Стари' фон Неселроде († пр. 1394) и Агнес фон Ломар († сл. 1385).
Майка му Юта фон Графшафт донася на фамилията господството и замък Ересхофен близо до Енгелскирхен, днес в района на Берг. Баща му Вилхелм служи от 1368 г. на графовете на Берг.
Вилхелм фон Неселроде умира на ок. 72 години на 15 април 1472 г. Синовете му основават две линии на фамилията: линията Щайн-Райхенщайн и линията Ересхофен.

## Фамилия
Вилхелм фон Неселроде се жени 1419 г. за Свенолт фон Ландсберг († 1440), сестра на Ото Шенк фон Ландсберг († 1495/1499), дъщеря на Ханс/Йохан Шенк фон Ландсберг цу Зайда и Тойпиц († сл. 1442) и Свенолт (Швана) фон Шьонраде. Те имат децата:
- Йохан 'Стари' фон Неселроде-Щайн (* ок. 1422; † 1498), господар на Щайн, „ланддрост“ на Берг, женен на 18 октомври 1442 г. за Катарина фон Гемен († 1496); основава линията Щайн-Райхенщайн, която 1481 г. получава титлите наследствени маршали и наследствени кемери на Херцогството Берг.
- Регина фон Неселроде, омъжена на 10 септември 1437 г. за Йохан V (Хене) фон Хацфелд, маршал на Вестфален († пр. 21 февруари 1481)
- Йохан 'Млади' фон Неселроде-Ересхофен († 1508), господар на Ересхофен, Кройцберг, Оетгенбах, Скоененберг, Ландсберг, Хомберг, Фелберт, Верден, Нойрбург и Филсцелт, женен пр. 4 октомври 1454 г.за Хелена Бок фон Палстеркамп; основава линията Ересхофен; на 3 юли 1653 г. са издигнати на имперски фрайхер и имперски граф.
- Юта фон Неселроде († пр. 1480), омъжена 1464 г. за Куно фон Райфенберг, „байлиф“ на Хадамар, „шериф и байлиф“ на Вестербург († 29 септември 1492/25 септември 1495)
- Свана фон Неселроде (* ок. 1425; † сл. 1493), омъжена ок. 1444 г. за Албрехт фон Люцероде, „шериф“ на Шьонщайн (* ок. 1420).

Вилхелм фон Неселроде се жени втори път пр. 8 март 1447 г. за Ева фон Еренщайн († сл. 1482), дъщеря на Дитрих фон Оетгенбах, господар на Еренщайн († 1413). Бракът е бездетен.